# Майка Монро
Майка Монро (англ. Maika Monroe, уроджена Діллон Монро Баклі (англ. Dillon Monroe Buckley); нар. 29 травня 1993) — американська акторка і професійний кайтсерфер. Дебютувала в кіно у 2012 році — «Будь-якою ціною». У 2013 році з'явилася разом із Кейт Вінслет у драматичному фільмі «День праці». Отримала від критиків кіностатус «королева крику» після зйомок у таких проєктах 2014 року, як «Гість» і «Воно». Зіграла роль Патриції Вітмор у фантастичному бойовику «День незалежності: Відродження» (2016), замінивши Мей Вітман.

## Біографія
Монро народилася в Санта-Барбарі, штат Каліфорнія. Вона — донька Діксі, сурдоперекладача, і Джека Баклі, який працює на будівництві. Пізніше вона змінила своє ім'я на Майка.
У квітні 2012 року Монро підписала контракт для участі в драматичному фільмі «День праці», адаптації однойменного роману. Зіграла роль Менді, фермерської дівчини, яка за сюжетом закохується в молодого хлопця, стає його дружиною і матір'ю його дитини. У червні 2013-го приєдналася до акторського колективу в психологічному трилері «Гість». У 2014-му знялася в ролі Джей, у фільмі жаху «Воно». Останній пізніше став культовим і забезпечив статус Монро як «королеви крику», хоча дівчина не в захваті від цього.
У 2016 році вона знялася у фантастичному трилері «П'ята хвиля», заснованому на однойменному романі. Монро також знялася в культовому сиквелі 2016 року «День незалежності: Відродження», зігравши колишню першу дочку президента США Патрицію Вітмор.

## Особисте життя
Її зріст — 1,68 м.
Деякі з її улюблених фільмів жахів включають: «Сяйво» (1980), «Хеллоуїн» (1978) і «Кошмар на вулиці В'язів» (1984).
Має серйозну фобію щодо ножів.

## Фільмографія
| Рік  | Назва                          | Роль             | Примітки                                                                                   |
| ---- | ------------------------------ | ---------------- | ------------------------------------------------------------------------------------------ |
| 2012 | Будь-якою ціною                | Кеденс Фарроу    |                                                                                            |
| 2013 | Елітне суспільство             | Дівчина на пляжі |                                                                                            |
| 2013 | День праці                     | Менді            |                                                                                            |
| 2013 | Літаючі мавпи                  | Джоан            | Телефільм                                                                                  |
| 2014 | Гість                          | Анна Пітерсон    |                                                                                            |
| 2014 | Воно                           | Джей Хейт        | Приз Fangoria за найкращу жіночу роль Номінація — Премія Empire за найкращий жіночий дебют |
| 2015 | Ехо війни                      | Ебігейл Райлі    |                                                                                            |
| 2016 | П'ята хвиля                    | Рінгер           |                                                                                            |
| 2016 | День незалежності: Відродження | Патриція Вітмор  | Заміна Мей Вітман з першого фільму                                                         |
| 2016 | Запах дощу і блискавки         | Джоді Ліндер     |                                                                                            |
| 2016 | Боке                           | Дженай           |                                                                                            |
| 2016 | Племена Палос Вердес           | Медіна           |                                                                                            |
| 2017 | Вотергейт: Падіння Білого дому | Джоан Фелт       |                                                                                            |
| 2017 | Спекотні літні ночі            | Маккайла         |                                                                                            |
| 2017 | Я не тут                       | Карен            |                                                                                            |
| 2018 | Тау                            | Джулія           |                                                                                            |
| 2019 | Злодії                         | Villains         | Джулі                                                                                      |
| 2020 | Флешбек                        | Сінді            |                                                                                            |
| 2022 | Друга половинка                | Рут              |                                                                                            |
| 2022 | Спостерігач                    | Джулія           |                                                                                            |
| 2023 | Бог – це куля                  | Кейс Гардін      |                                                                                            |
| 2024 | Довгоніг                       | Лі Гаркер        |                                                                                            |